# برزخ أنبوب الرحم
بَرزخ أنبوب الرَحم (بالإنجليزية: Isthmus of uterine tube)‏، وهوَ الثُلث الوَسطي الظاهِر لِأنبوب الرَحم. يَحده من الجانب الانسي (الوَسطي) الجُزء الداخلي من أنبوب الرَحم والذي يَصِله بـتجويف الرحم، وَيحده من الجانب الوَحشي (الخارجي) الجُزء الأمبولي من الأنبوب.

## المَراجع
هذه المقالة تعتمد على مواد ومعلومات ذات ملكية عامة، من الصفحة رقم 1257  الطبعة العشرين لكتاب تشريح جرايز لعام 1918.

## روابط خارجية
- صور تشريحية:43:04-0105 في مركز داونستيت الطبي التابع لجامعة نيويورك - "The Female Pelvis: The Oviduct"
- Image at okstate.edu